# Cotulla
Cotulla è un centro abitato degli Stati Uniti d'America situato nella contea di La Salle (di cui è capoluogo) dello Stato del Texas.
La popolazione era di 3.603 persone al censimento del 2010.

## Geografia fisica
Cotulla è situata a 28°26′03″N 99°14′11″W (28.434144, -99.236343).
Secondo lo United States Census Bureau, ha un'area totale di 2,0 miglia quadrate (5,2 km²).
Il fiume Nueces scorre a sud di Cotulla in direzione sud-est fino al Golfo del Messico.

## Società

### Evoluzione demografica
Secondo il censimento del 2000, c'erano 3.614 persone, 1.208 nuclei familiari e 901 famiglie residenti nella città. La densità di popolazione era di 1.831,8 persone per miglio quadrato (708,3/km²). C'erano 1.504 unità abitative a una densità media di 762,3 per miglio quadrato (294,8/km²). La composizione etnica della città era formata dall'83,45% di bianchi, lo 0,64% di afroamericani, lo 0,39% di nativi americani, lo 0,50% di asiatici, il 12,67% di altre razze, e il 2,35% di due o più etnie. Ispanici o latinos di qualunque razza erano l'83,56% della popolazione.
C'erano 1.208 nuclei familiari di cui il 39,0% aveva figli di età inferiore ai 18 anni, il 52,7% aveva coppie sposate conviventi, il 17,8% aveva un capofamiglia femmina senza marito, e il 25,4% erano non-famiglie. Il 22,6% di tutti i nuclei familiari erano individuali e l'11,8% aveva componenti con un'età di 65 anni o più che vivevano da soli. Il numero di componenti medio di un nucleo familiare era di 2,95 e quello di una famiglia era di 3,50.
La popolazione era composta dal 33,6% di persone sotto i 18 anni, l'8,6% di persone dai 18 ai 24 anni, il 24,0% di persone dai 25 ai 44 anni, il 21,3% di persone dai 45 ai 64 anni, e il 12,5% di persone di 65 anni o più. L'età media era di 32 anni. Per ogni 100 femmine c'erano 90,2 maschi. Per ogni 100 femmine dai 18 anni in giù, c'erano 87,2 maschi.
Il reddito medio di un nucleo familiare era di 23.250 dollari e quello di una famiglia era di 25.951 dollari. I maschi avevano un reddito medio di 21.199 dollari contro i 17.415 dollari delle femmine. Il reddito pro capite era di 10.856 dollari. Circa il 27,9% delle famiglie e il 30,1% della popolazione erano sotto la soglia di povertà, incluso il 39,0% di persone sotto i 18 anni e il 28,1% di persone di 65 anni o più.